# Ойсін (кратер)
Кратер Ойсін (англ. Craters Uaithne) — метеоритний кратер на Європі, супутнику Юпітера.

## Характеристики
Утворився на місці падіння на поверхню супутника Європа космічного метеориту, якого притягнув в свою орбіту масивний Юпітер. Внаслідок чого сформувався ударний кратер з діаметром 6,2 кілометрів. Центр кратера розташовано за координатами 52.3° пд. ш., та 213.4° зх. д.
Вперше про льодовий кратер довідалися в 2000 році, після дослідження поверхні супутника телескопами з Землі. Названий по імені Ойсін, легендарного ірландського барда III століття, персонажа численних ірландських легенд, міфів в ірландській міфології.